# Missing (Lied)
Missing ist ein Lied von Everything but the Girl aus dem Jahr 1994, das von Tracey Thorn und Ben Watt sowohl geschrieben als auch produziert wurde. Es erschien auf dem Album Amplified Heart. Die bekanntere Remixversion wurde von Todd Terry produziert.

## Geschichte
In einem Interview mit dem Rolling Stone erklärte Tracey Thorn, dass das Lied ursprünglich als Dancetitel gedacht war:

“It was written with that idea in mind, totally... we put on sort of a laid back house groove instead. Then when we gave it to Todd, he took it in a really, really strong New York house direction, which had a real simplicity to it, but it was very infectious.”

„Es wurde mit dieser Idee im Hinterkopf geschrieben, aber... stattdessen hatten wir eine entspannte Nummer daraus gemacht. Als wir es Todd gaben, machte er daraus einen Dance-Kracher, dessen Einfachheit ansteckte.“

Das Lied wurde in a-Moll geschrieben. Der Stimmumfang Thorns erstreckt sich von der Grundnote E4 bis zu G5. Lauren Barnett von The Guardian erinnere sich bei dem Musikstil an „monochrome elektronische Beats“.
Der Remix von Todd Terry erschien am 13. Oktober 1995.

## Musikvideo
Für das Original und den Remix verwendete man das gleiche Musikvideo, der Regisseur des Videos war Mark Szaszy. Im Video sieht man Tracey Thorn und Ben Watt in jeweils getrennten Wohnungen und sich wie im Lied vermissen. Zusätzlich spaziert Thorn durch die Stadtteile Balham und Clapham South von London. Das Video mit dem bekannteren Todd Terry-Remix erschien auf YouTube im Juni 2018 und erhielt bis zum Oktober 2022 mehr als 17 Millionen Aufrufe.

## Kommerzieller Erfolg

### Chartplatzierungen
| ChartsChartplatzierungen     | Höchstplatzierung | Wochen |
| ---------------------------- | ----------------- | ------ |
| Vereinigtes Königreich (OCC) | 69 (2 Wo.)        | 2      |

| ChartsChartplatzierungen       | Höchstplatzierung | Wochen |
| ------------------------------ | ----------------- | ------ |
| Deutschland (GfK)              | 1 (29 Wo.)        | 29     |
| Österreich (Ö3)                | 6 (12 Wo.)        | 12     |
| Schweiz (IFPI)                 | 2 (17 Wo.)        | 17     |
| Vereinigte Staaten (Billboard) | 2 (55 Wo.)        | 55     |
| Vereinigtes Königreich (OCC)   | 3 (32 Wo.)        | 32     |

| ChartsJahrescharts (1995)    | Platzierung |
| ---------------------------- | ----------- |
| Vereinigtes Königreich (OCC) | 9           |

| ChartsJahrescharts (1996)      | Platzierung |
| ------------------------------ | ----------- |
| Deutschland (GfK)              | 11          |
| Österreich (Ö3)                | 39          |
| Schweiz (IFPI)                 | 24          |
| Vereinigte Staaten (Billboard) | 12          |
| Vereinigtes Königreich (OCC)   | 62          |

### Auszeichnungen für Musikverkäufe
| Land/Region                  | Auszeichnungen für Musikverkäufe (Land/Region, Auszeichnung, Verkäufe) | Verkäufe  |
| ---------------------------- | ---------------------------------------------------------------------- | --------- |
| Australien (ARIA)            | Platin                                                                 | 70.000    |
| Belgien (BRMA)               | Gold                                                                   | 25.000    |
| Deutschland (BVMI)           | Gold                                                                   | 250.000   |
| Frankreich (SNEP)            | Gold                                                                   | 250.000   |
| Italien (FIMI)               | Gold                                                                   | 25.000    |
| Norwegen (IFPI)              | Gold                                                                   | 10.000    |
| Spanien (Promusicae)         | Gold                                                                   | 30.000    |
| Vereinigte Staaten (RIAA)    | Gold                                                                   | 500.000   |
| Vereinigtes Königreich (BPI) | 2× Platin                                                              | 1.200.000 |
| Insgesamt                    | 7× Gold · 3× Platin ·                                                  | 2.360.000 |

## Coverversionen

### Coverversion von No Mercy
Im Jahr 1995 veröffentlichten No Mercy ihre Version des Liedes, die auf ihren Debütalben My Promise / No Mercy erschien. Stilistisch orientiert sich das Cover weitgehend an den Remix von Todd Terry, jedoch mit ein paar Abweichungen: Zu Beginn hört man den Refrain, in der Instrumentierung tritt die Akustikgitarre stärker in den Vordergrund. In späteren Refrains setzen Begleitsänger ein. Die Veröffentlichung war am 17. Dezember 1995.
Im Musikvideo suchen die Bandmitglieder von No Mercy nach einer Frau.
| ChartsChartplatzierungen | Höchstplatzierung | Wochen |
| ------------------------ | ----------------- | ------ |
| Deutschland (GfK)        | 19 (19 Wo.)       | 19     |
| Schweiz (IFPI)           | 9 (11 Wo.)        | 11     |

### Weitere Coverversionen
- 2002: Mario Lopez
- 2007: Expatriate
- 2007: Paradise Lost
- 2009: ATB feat. Tiff Lacey
- 2010: Gregorian
- 2012: Murray Head
- 2013: Dirk Michaelis (Ich vermisse dich)
- 2015: Hurts
- 2016: EDX
- 2019: Alex Christensen feat. Natasha Bedingfield